# Antoni Rovira i Virgili
Antoni Rovira i Virgili (Tarragona, 26 de novembre de 1882 - Perpinyà, 5 de desembre de 1949) fou un periodista, lingüista i polític català, militant d'Esquerra Republicana de Catalunya i president del Parlament de Catalunya a l'exili.

## Biografia
Era fill d'Antoni Rovira i Mateu, sabater nascut a Sarral i d'Àngela Virgili i Llorens, nascuda a Altafulla. Nascut el 1882 a Tarragona, Antoni Rovira i Virgili s'instal·là a Barcelona el 1900 per a estudiar-hi Dret, carrera que només acabaria quinze anys més tard. Es casà després amb Maria Comas, amb qui marxà a viure al barri barceloní d'Horta el 1916. Va tenir dos fills: Antoni i Teresa Rovira i Comas.
A causa de la seva carrera política hagué de fugir un cop completada l'ocupació franquista de Catalunya. S'exilià primer a Montpeller i més endavant a Perpinyà.
Narrà l'exili a França des d'una perspectiva personal a Els darrers dies de la Catalunya republicana. Memòries de l'èxode català. Escrit el 1939, es publicà per primer cop a Buenos Aires el 1940 amb la revista Catalunya. S'han produït diverses reedicions: Curial (1976), Premsa Catalana (1989) i Proa (1999). La darrera reedició la dugueren a terme el 2014 A Contra Vent i Xarxa de Mots gràcies a una campanya de micromecenatge. L'editor Quim Torra defineix l'obra com «un assaig a mig camí d'un dietari i d'un reportatge periodístic».
Com Rovira i Virgili, diversos escriptors també van narrar el que havien viscut en pròpia pell durant la primera etapa de l'exili a França en obres memorialístiques com De lluny i de prop (1973), de Lluís Ferran de Pol, o L'exiliada (1976), d'Artur Bladé i Desumvila.

## Trajectòria periodística
Fou periodista i redactor en diverses publicacions especialitzat en política estrangera i en història nacional catalana. Col·laborà, entre d'altres, a El Poble Català, L'Esquella de la Torratxa, La Mainada, La Nació, La Veu de Catalunya, La Publicitat, Mirador, La Humanitat i Meridià i fundà i dirigí la Revista de Catalunya (1924) i el diari La Nau (1927). A Tarragona va fundar i dirigir el setmanari federal La Avanzada. També col·laborà en la revista aliadòfila Iberia i redactà el «Manifest dels Catalans», un document de caràcter francòfil. Dels seus articles publicats a Iberia va publicar Les valors ideals de la guerra (1916).
Fou autor d'un munt de llibres sobre el fet nacional, entre els quals cal remarcar la Història dels moviments nacionals, El nacionalismo catalán, Nacionalisme i federalisme i la monumental Història Nacional de Catalunya. L'any 1937 obtingué el premi Valentí Almirall, concedit a la millor recopilació d'articles periodístics.

## Trajectòria política
La seva activitat com a polític començà amb la fundació a Tarragona de la Joventut Federal. Al cap d'uns anys de militància en la Unió Federal Nacionalista Republicana, l'abandonà arran del Pacte de Sant Gervasi. El 15 d'octubre de 1914 pronuncià una conferència al Centre Autonomista de Dependents del Comerç i de la Indústria on reivindicà «la necessitat que tot nacionalisme tingui una política internacional».
Col·laborà amb Enric Prat de la Riba a la Mancomunitat de Catalunya i fundà, l'any 1922, Acció Catalana, partit del qual se separà per divergències doctrinals. L'any 1930 fundà Acció Republicana de Catalunya i, finalment, el 1932 ingressà a Esquerra Republicana de Catalunya.
Fou elegit diputat al Parlament de Catalunya, del qual esdevingué membre de la Diputació Permanent, de les Comissions permanents de Peticions, de Reforma del Reglament, de Governació, de Cultura i de Justícia i Dret, així com de les Comissions de Reglament Interior, de Constitució i de Llei Municipal.
L'1 d'octubre de 1938 fou elegit vicepresident Primer del Parlament, la qual cosa li comportà la Presidència interina de la Cambra, quan Josep Irla hagué d'ocupar, també interinament, la Presidència de la Generalitat, després de l'assassinat de Lluís Companys pel franquisme l'octubre del 1940. Acabada la guerra, s'exilià a França (primer a la Vil·la Chinois de Montpeller i posteriorment a Perpinyà).
A la fi de la Segona Guerra Mundial formà part, a França, del govern del president Irla, i el 1946 s'instal·là a Perpinyà, des d'on continuà escrivint un seguit de llibres que aparegueren pòstumament. També va escriure un seguit de llibres sobre la prehistòria a Catalunya.
Fou sebollit al cementiri del Pertús.

## Lingüística

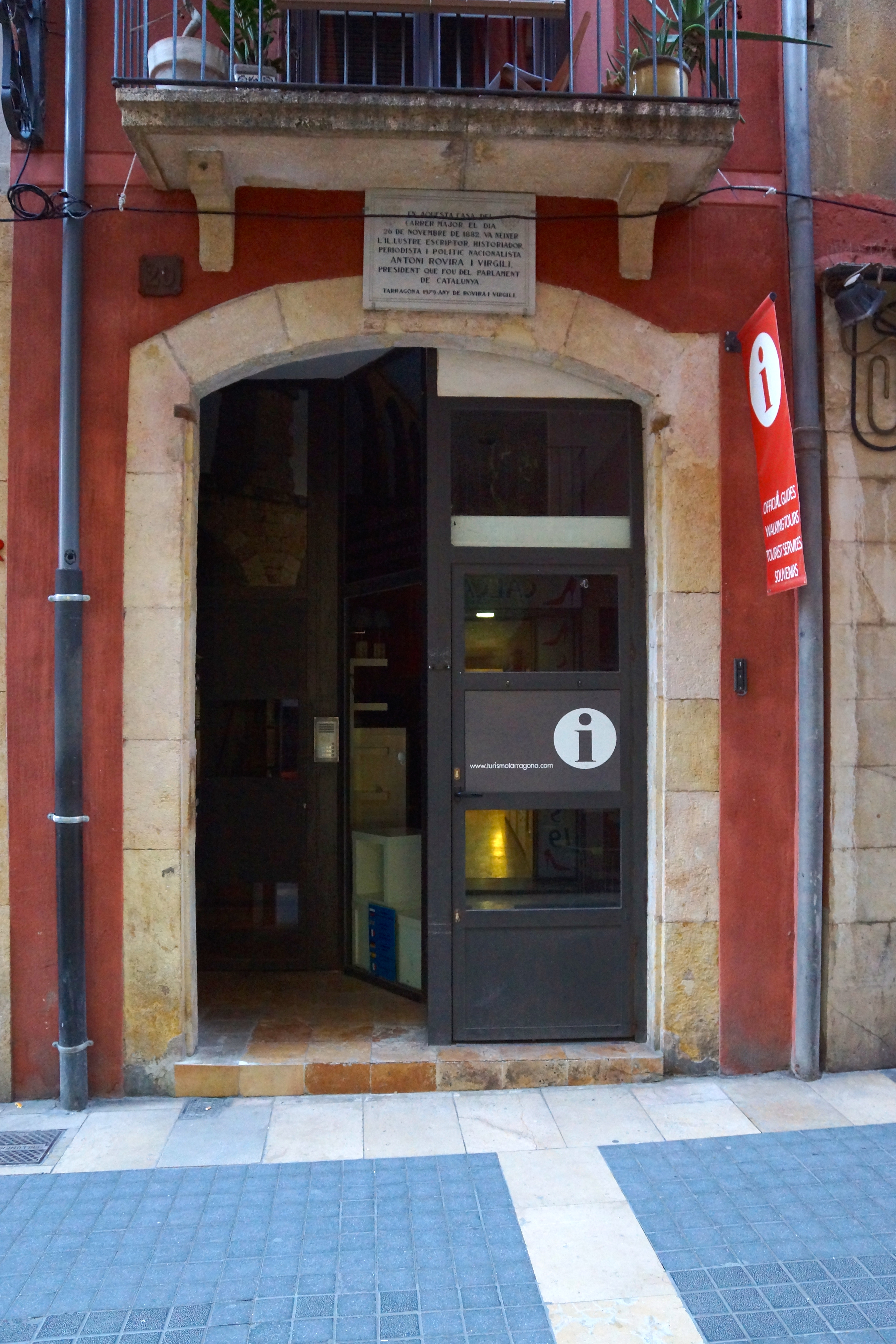
Entrada de la seva casa natal al carrer Major, amb una placa damunt la porta.

Antoni Rovira i Virgili va condemnar els noms de les lletres de l'abecé a la castellana (efe, ele, eme, ene, esse), i va donar-hi els noms tradicionals (ef, el, em, en, es) divergint en aquest punt amb Pompeu Fabra. D'altra banda, entre 1923 i 1928 va defensar públicament la llengua auxiliar internacional esperanto a diversos articles i editorials de publicacions com La Publicitat o La Nau. De fet, uns anys abans a "El crim de Pere Poc", una de les narracions d'Episodis (1909) i que segons Magí Sunyer conté diversos fets autobiogràfics (un jove estudiant tarragoní de dret a Barcelona, amb dificultats econòmiques i que passarà un temps a la presó), el protagonista "té una passió noble, que constitueix el seu únic fanatisme: l'esperanto".
Rovira va tenir una influència decisiva en l'aplicació immediata dels nous preceptes ortogràfics a les revistes L'Esquella de la Torratxa i La Campana de Gràcia, publicacions de gran penetració popular. Va descobrir en el treball de Fabra un talent i uns coneixements que ningú abans havia formulat. El va ajudar en la seva tasca de donar a la societat catalana un model de llengua equilibrat comunicativament. A més, va tenir una gran influència entre les classes populars i menestrals de tendència republicana en l'àmbit de la reforma ortogràfica.
D'una altra banda, va tenir un paper molt important en la defensa de l'ús del català i en la lluita per la seva oficialitat. Va fer aquesta reflexió en el context de l'escenari plurilingüista europeu del moment. Concretament, es va fixar en el cas de Bèlgica i va utilitzar el seu exemple per defensar la seva posició: «La cooficialitat, entesa com a duplicació de llengües, retrocedeix, per a fer lloc a l'oficialitat singular de cada llengua dins el seu territori. En la lluita dels dos criteris que hi ha per a l'establiment de la igualtat dels idiomes dins els Estats plurilingües, s'accentua a Bèlgica, com a tot arreu, el triomf del criteri de l'unilingüisme territorial.»
Malgrat tot, sempre va advocar per l'oficialitat exclusiva del català, fins i tot un cop perduda la batalla de la Constitució i l'Estatut per implementar aquesta mesura. En compensació, va intentar proclamar el català com a llengua pròpia a l'Estatut interior per així poder donar-li l'eficàcia legal corresponent.
Pel que fa a les seves obres de tema lingüístic, va escriure un Diccionari català-castellà i castellà-català (1913), compost a partir dels diccionaris publicats fins al moment. Contenia un miler d'adagis castellans amb la correspondència catalana i a la inversa. D'aquesta manera es podia comprovar que n'hi havia molts d'iguals entre les dues llengües. També va escriure una Gramàtica elemental de la llengua catalana (1916). En aquesta obra es pot observar com Rovira i Virgili segueix gairebé sempre les directrius de l'obra de Fabra. Entén que la llengua normativa s'ha de fonamentar sobre el parlar de Barcelona, però amb aportacions dels dialectes. Per aquest fet, en aquesta gramàtica hi ha referències a les variants geogràfiques del català. Encara que, a vegades, de forma genèrica. També va escriure una Novíssima ortografia catalana (1913) que era un vocabulari ortogràfic segons les normes de l'Institut d'Estudis Catalans i les obres i treballs dels millors filòlegs.

## Obra
Narrativa breu
- Episodis. Barcelona: L'Avenç, 1909.
- Teatre de la natura. Sabadell: La Mirada, 1928.

Poesia
- La collita tardana. Mèxic, D. F.: Catalònia, 1947.
- La collita darrera. Poesia inèdita. Santa Coloma de Queralt: Obrador Edèndum, 2019.

Infantil i juvenil
- Història de Catalunya. Barcelona: L'Ocell de Paper, 1933.
- L'11 de Setembre del 1714 [Il·lustracions de Josep Obiols]. Barcelona: Generalitat de Catalunya, 1934.

Teatre
- Nova vida. Tarragona: E. Pàmies, 1905.

Crítica literària o assaig
- La Representació proporcional en el sufragi universal. Barcelona: Llibr. Espanyola, 1910.
- Història dels moviments nacionalistes. Barcelona: Soc. Catalana d'Ed., 3 vol., 1912-1914.
- La nacionalització de Catalunya. Barcelona: Soc. Catalana d'Ed., 1914.
- La guerra de les nacions: història documentada. Barcelona: Soc. Catalana d'Ed., 5 vol., 1914-1925.
- Debats sobre el catalanisme. Barcelona: Soc. Catalana d'Ed., 1915.
- El Nacionalismo catalán: su aspecto político, los hechos, las ideas y los hombres. Barcelona: Minerva, 1916.
- El nacionalisme. Barcelona: La Revista, 1916.
- Les valors ideals de la guerra. Barcelona: Soc. Catalana d'Ed., 1916.
- Nacionalisme i federalisme. Barcelona: Soc. Catalana d'Ed., 1917.
- La crisi del règim: crònica documentada dels darrers esdeveniments de la política espanyola. Barcelona: Editorial Catalana, 1918.
- Història de Rússia: des dels temps primitius fins als temps actuals. Barcelona: Editorial Catalana, 1919.
- Història nacional de Catalunya. Barcelona: Edicions Pàtria, 7 vol., 1922-1934.
- Els camins de la llibertat de Catalunya. Barcelona: La Publicitat, 1922.
- Guifré I. Barcelona: Barcino, 1926.
- Defensa de la democràcia. Barcelona: Fundació Valentí Almirall, 1930.
- Catalunya i la República. Barcelona: Llibr. Catalònia, 1931.
- La Constitució interior de Catalunya. Barcelona: Barcino, 1932.
- Els sistemes electorals. Barcelona: Barcino, 1932.
- El principi de les nacionalitats. Barcelona: Barcino, 1932.
- El Corpus de Sang (estudi històric). Barcelona: Barcino, 1932.
- Les muralles de Tarragona. Tarragona: Ajuntament, 1933.
- Resum d'història del catalanisme. Barcelona: Barcino, 1936.
- Pi i Maragall i Proudhon. Barcelona: Norma, 1936.
- Els darrers dies de la Catalunya republicana. Buenos Aires: Edicions de la Revista de Catalunya, 1940.
- Els corrents ideològics de la Renaixença catalana. Barcelona: Barcino, 1966.
- Catalunya i Espanya [a cura de Jaume Sobrequés i Callicó]. Barcelona: La Magrana, 1988.
- La Renaixença [Il·lustracions de Madaula]. Barcelona: Abadia de Montserrat, 1990.
- L'Estat català. Estudi de dret públic [a cura de Xavier Ferré Trill]. Tarragona: Universitat Rovira i Virgili, 2016.

Llengua
- Novíssima ortografia catalana (1913), Barcelona, Antoni López .
- Diccionari català-castellà i castellà-català (1913), Barcelona, Antoni López.
- Gramàtica elemental de la llengua catalana (1916), Barcelona, Antoni López.

## Obra traduïda a l'anglès
El 2012 Publicacions URV edità la traducció de l'obra In Defence of Democracy.

## Llegat
Al barri barceloní de La Font d'en Fargues es conserva la Torre Maria, on hi visqué abans de la guerra civil.
La biblioteca personal de Rovira i Virgili va ser requisada i traslladada a l'Archivo General de la Guerra Civil, situat a Salamanca, per les tropes franquistes el 1939. La seva filla, la bibliotecària Teresa Rovira i Comas va lluitar durant més de 30 anys per aconseguir el retorn dels documents. Posteriorment, els va llegar a la Biblioteca de la Universitat que porta el seu nom.

## Reconeixements
- El nom del Premi Rovira i Virgili, dels Premis Literaris Ciutat de Tarragona, és una mostra d'homenatge i reconeixement. Es va convocar per primera vegada l'any 1984 i, posteriorment, entre els anys 1991 i 2010.
- Des de l'any 1991 la universitat pública del Camp de Tarragona, i posteriorment també de les Terres de l'Ebre, porta el seu nom: Universitat Rovira i Virgili (URV).
- Diverses localitats com Tarragona, Barcelona o Reus el recorden amb el nom d'un carrer.